# Erich Juskowiak
Erich Juskowiak (7. september 1926 – 1. juli 1983) var en tysk fodboldspiller (venstre back).
Han spillede hovedsageligt hos Rot-Weiss Oberhausen i sin fødeby samt hos Fortuna Düsseldorf. Hos Düsseldorf var han med til at nå pokalfinalen i både 1957, 1958 og 1962, men vandt aldrig et trofæ.
Juskowiak spillede desuden 31 kampe og scorede fire mål for Vesttysklands landshold. Han var med i den tyske trup til VM i 1958 i Sverige, hvor han i de fleste kampe var i den tyske startopstilling. I semifinalen mod Sverige blev han dog udvist, og blev dermed den første tysker nogensinde til at blive dette i en VM-slutrunde.